# Nikolai Minski
Nikolai Maksimovici Minski (rusă Николай Максимович Минский) este pseudonimul lui Nikolai Maksimovici Vilenkin (n. 1855 la Glubokoe (azi Hlybokaye, Belarus) - (d. 1937 la Paris, Franța) e fost un scriitor mistic și un poet al Veacului de argint al poeziei ruse.